# Asplenium fruticosum
Asplenium fruticosum là một loài dương xỉ trong họ Aspleniaceae. Loài này được Vell. mô tả khoa học đầu tiên năm 1831.
Danh pháp khoa học của loài này chưa được làm sáng tỏ. 